# Калиновське (Ставропольський край)
Калиновське (рос. Калиновское) — село у Александровському районі Ставропольського краю Російської Федерації.
Муніципальне утворення — Александровський муніципальний округ. Населення становить 3955 осіб.

## Історія
Згідно із законом від 4 жовтня 2004 року № 88-КЗ у 2004—2020 роках муніципальним утворенням була Калиновська сільрада.

## Населення
| 1789  | 1802  | 1812  | 1819  | 1844  | 1855  | 1858  |
| ----- | ----- | ----- | ----- | ----- | ----- | ----- |
| 2605  | ↘1515 | ↗1657 | ↗1908 | ↗2572 | ↗2726 | →2726 |
| 1861  | 1867  | 1897  | 1902  | 1903  | 1925  | 1926  |
| ↗2849 | ↘2062 | ↗5062 | ↗5723 | ↘5632 | ↗6892 | ↗8021 |
| 1989  | 2002  | 2010  |       |       |       |       |
| ↘4088 | ↘3881 | ↗3955 |       |       |       |       |